# Inzell
Inzell là một đô thị ở huyện Traunstein bang Bayern, Đức.